# Cophixalus balbus
Cophixalus balbus és una espècie de granota que viu a Indonèsia.